# جون روس براون
جون روس براون (بالإنجليزية: John Ross Browne)‏ هو دبلوماسي وصحفي وكاتب ومؤلف أيرلندي وأمريكي، ولد في 11 فبراير 1821 في دبلن في جمهورية أيرلندا، وتوفي في 9 ديسمبر 1875 في أوكلاند في الولايات المتحدة.